# Aphnaeinae

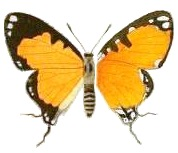
Pseudaletis agrippina

Aphnaeinae (лат.) — подсемейство бабочек-голубянок (Lycaenidae). Африка и Азия. 278 видов.

## Распространение
Встречаются главным образом в Африке, также на Аравийском полуострове. Некоторые из 17 родов являются эндемиками южной части Африки, но многие из родов распространены по всей Африке. Большинство (88 %) описанных видов обитает в Африке и/или Аравии, за исключением 33 из 71 вида Cigaritis, которые встречаются в Азии вплоть до Японии.

## Описание
Мирмекофильные бабочки среднего размера, ассоциированные с муравьями (Crematogaster и другими), в гнёздах которых живут их гусеницы и происходит окукливание. Aphnaeinae встречаются во многих местообитаниях и поедают (и откладывают яйца) на самых разных растениях-хозяевах.
Гусеницы питаются растениями 21 семейства: Ремнецветниковые, Санталовые, Олаксовые, Толстянковые, Бруниевые, Бобовые, Парнолистниковые, Молочайные, Анакардиевые, Сапиндовые, Медовиковые, Крушиновые, Мальвовые, Стеркулиевые, Волчниковые, Мирсиновые, Эбеновые, Маслиновые, Вербеновые, Мареновые и Астровые.
Для рода Pseudaletis (например, Pseudaletis agrippina) указано питание водорослями.
Гусеницы Aphnaeinae, как и большинство известных видов голубянок, образуют ассоциации с муравьями. Эти ассоциации обычно мутуалистичны: муравьи защищают гусениц бабочек от хищников и паразитоидов, а гусеницы производят питательные выделения для муравьёв. Однако в некоторых случаях гусеницы паразитируют на муравьях, вызывая трофаллаксис от рабочих муравьёв или поедая их выводок (яйца и личинок). Взаимодействия могут варьироваться от факультативных ассоциаций, в которых личинки голубянок периодически ассоциируются со многими видами муравьёв, до специализированных облигатных симбиозов, в которых гусеницы никогда не встречаются без муравьёв, часто ассоциируясь только с одним или несколькими близкородственными видами.
Aphnaeinae среди Lycaenidae примечательны тем, что демонстрируя значительную вариативность в стратегиях питания в пределах одного подсемейства, особенно учитывая относительно небольшой размер группы. Хотя 8 из 17 родов состоят из видов, которые являются фитофагами и мутуалистически связаны с муравьями, оставшиеся 9 родов содержат по крайней мере один вид, который является «афитофагом» (то есть, облигатно питаясь веществами, отличными от растений, в течение хотя бы некоторой части жизни) и паразитически связаны с муравьями. Этот огромный диапазон рациона — один из самых разнообразных для группы такого размера среди чешуекрылых — делает Aphnaeinae особенно интересным для анализа факторов, способствующих эволюции жизненного цикла и утрате травоядности.

## Классификация
17 родов, 278 видов. Крупнейшие роды: Cigaritis (71 вид), Aloeides (57), Chrysoritis (42), Pseudaletis (24), Aphnaeus (22). Таксон Aphnaeinae иногда рассматривают в ранге трибы Aphnaeini в составе подсемейства хвостатки (Theclinae).
- Aloeides Hübner, [1819][6][7][8]
- Aphnaeus Hübner, [1819][9][10][11][12][13]
- Argyraspodes Tite & Dickson, 1973[14]
- Axiocerses Hübner, [1819][15][16][17][18]
- Cesa Seven, 1997[19][20]
- Chloroselas Butler, [1886][21][22]
- Chrysoritis Butler, [1898][23][24][25][26][27]
- Cigaritis Donzel, 1847[28][29]
- Crudaria Wallengren, 1875[30]
- Erikssonia Trimen, 1891[31][32]
- Lipaphnaeus Aurivillius, 1916
- Phasis Hübner, [1819]
- Pseudaletis Druce, 1888
- Trimenia Tite & Dickson, 1973[14]
- Tylopaedia Tite & Dickson, 1973[14][33][34][35]
- Vansomerenia Heath, 1997
- Zeritis Boisduval, [1836]